# Laguna Puyehue
La laguna Puyehue es un cuerpo de agua superficial ubicada en la comuna de Teodoro Schmidt muy cercana a la costa de la Región de la Araucanía.
(Existe otra laguna Puyehue en la cuenca del río Paicaví, al este del lago Lanalhue.: 68 )

## Historia
Luis Risopatrón lo describe en su Diccionario jeográfico de Chile (1924):
Puyehue (Laguna de). Es pequeña, está cercana a la costa i vierte sus aguas al mar al S de la desembocadura del estero Chelle.